# Arcidiocesi di Nisibi

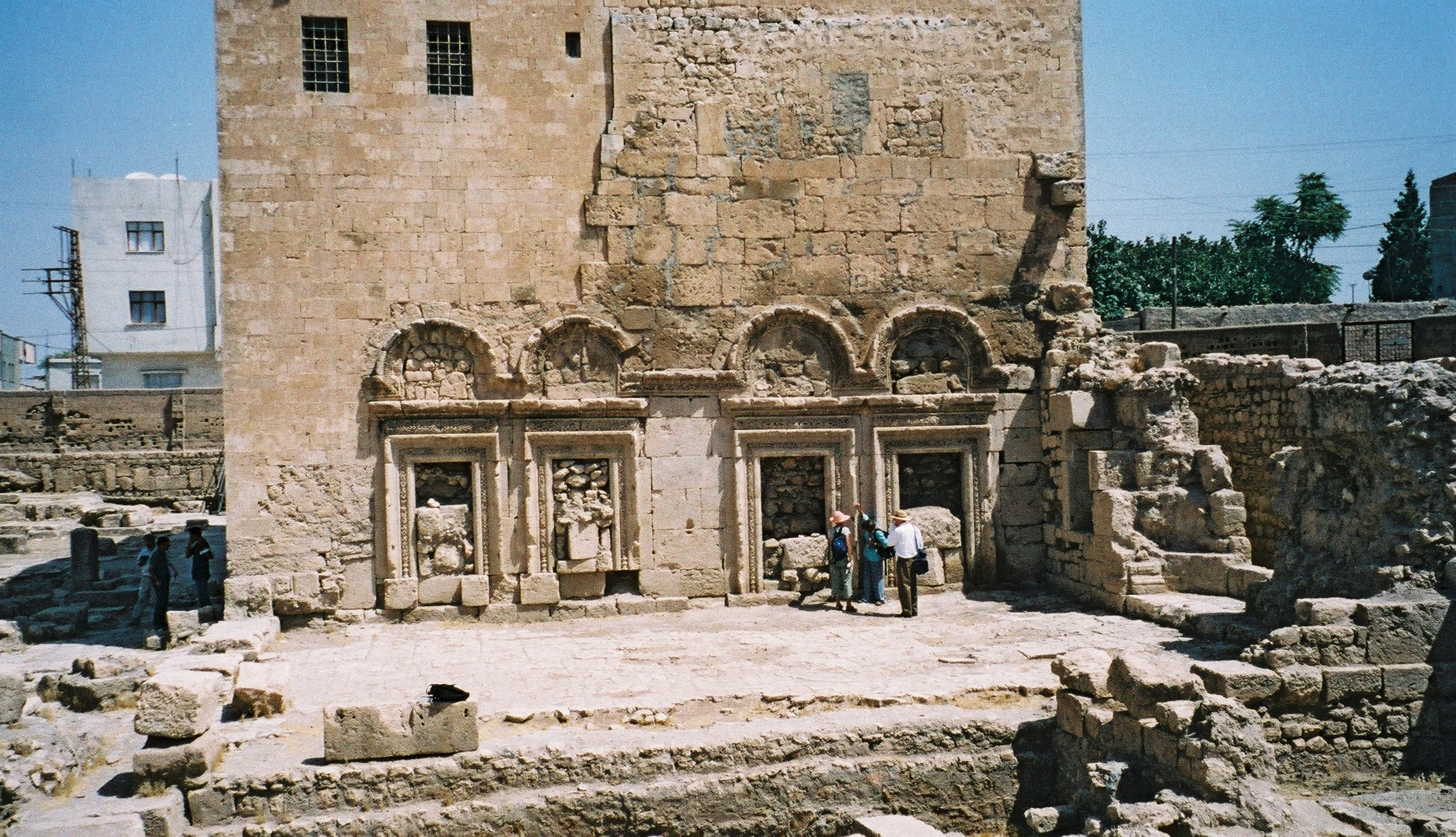
La chiesa di San Giacomo di Nisibi.

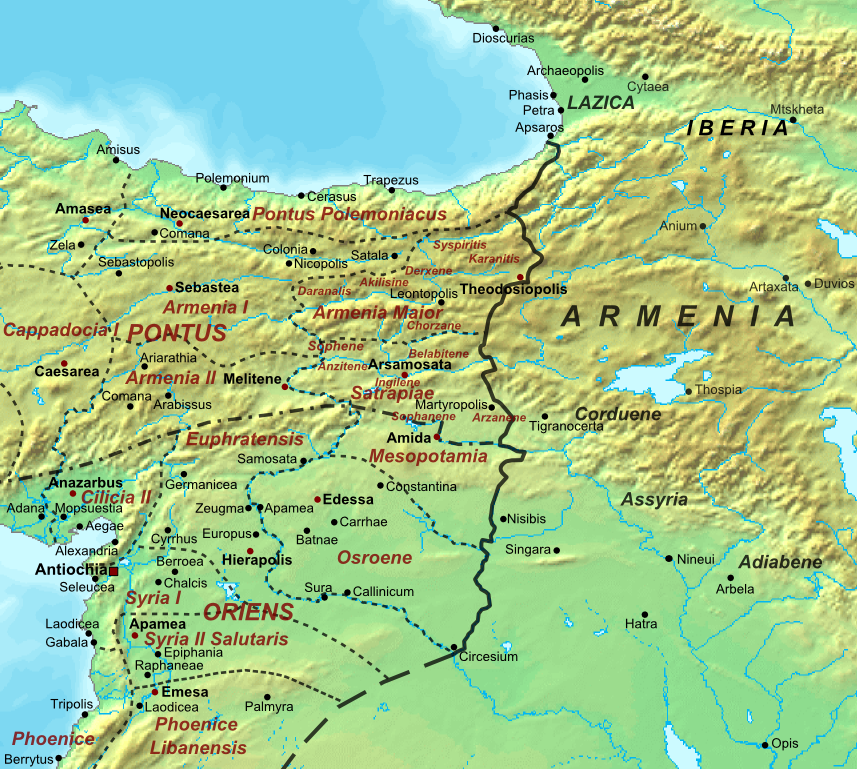
La frontiera romano–persiana alla fine del IV secolo con l'indicazione della posizione geografica della città di Nisibi.

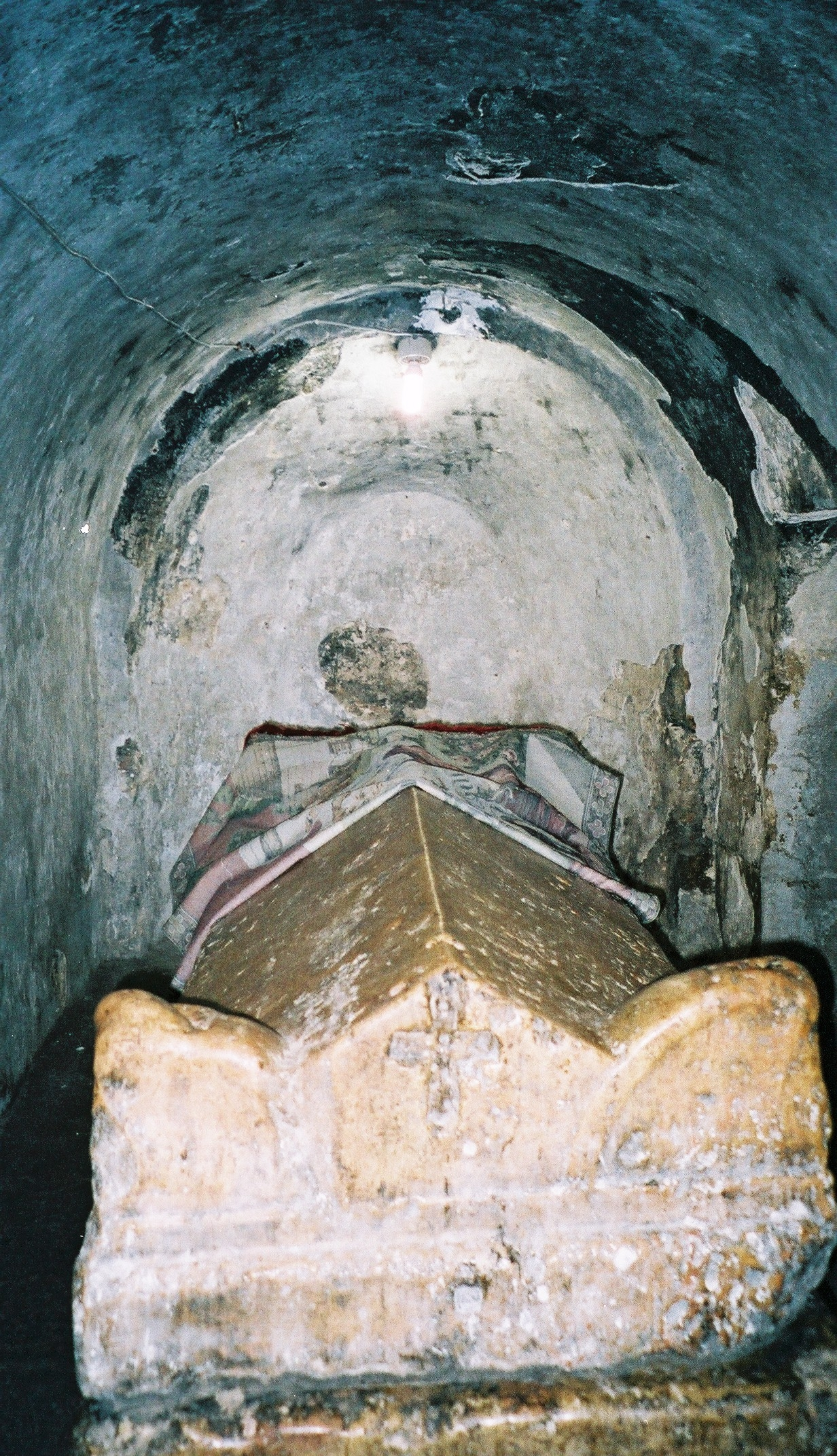
La tomba di san Giacomo, nell'omonima chiesa di Nisibi.

Nisibi, corrispondente alla città turca di Nusaybin, è stata sede di circoscrizioni ecclesiastiche, attestate dal IV al XX secolo, appartenenti a diverse confessioni cristiane. Dal XVIII secolo è una sede arcivescovile titolare della Chiesa cattolica (in latino Nisibena).

## Storia

### Le origini della sede episcopale
Nisibi è un'antica sede arcivescovile della provincia romana della Mesopotamia nella diocesi civile d'Oriente e nel patriarcato di Antiochia. L'unica Notitia Episcopatuum nota del patriarcato antiocheno ignora la sede di Nisibi, probabilmente perché all'epoca della sua redazione primitiva (VI secolo) la città non faceva più parte dell'impero bizantino.
Incerte sono le origini del cristianesimo a Nisibi e nel suo territorio, che divenne parte dell'impero romano solo dopo il 297. Una presenza cristiana è documentata alla fine del II secolo secondo la testimonianza contenuta nella Vita di Abercio di Ieropoli. Molto probabilmente la sede vescovile fu istituita conseguentemente all'arrivo dei Romani e alla liberalizzazione della religione cristiana dopo l'editto di Milano del 313.
Quattro sono i vescovi noti di questa sede nell'antichità, ma le fonti non sono unanimi nella cronologia. Secondo la Chronographia di Elia bar Sīnāyā, primo vescovo fu Babu che nel 309 lasciò il posto a san Giacomo, primo metropolita, a sua volta sostituito da Volageso nel 338. Nella Cronaca di Giacobbe di Edessa Babu non è menzionato. Sant'Efrem e la Cronaca di Michele il Siro pongono come primo vescovo Giacomo, cui succede nel 338 Babu, morto nel 346/350, e Volageso. Ultimo vescovo prima della caduta di Nisibi è Abramo. A Volageso si deve la costruzione del battistero (359), annesso alla cattedrale fatta costruire da san Giacomo, di cui restano parziali strutture.
In seguito alla caduta di Nisibi in mano persiana con Sapore II (363), la sede fu stabilmente occupata da vescovi nestoriani, attestati dal 410 agli inizi del XVII secolo, e da vescovi giacobiti, di cui ne sono noti quindici dall'VII al XII secolo.

### La sede nestoriana
I trattati di pace del 363 tra l'imperatore Gioviano e Sapore II, prevedevano la cessione di Nisibi ai Persiani. Le cronache dell'epoca raccontano che la città, abbandonata dai romani, venne ripopolata da Sapore con 12.000 persiani.
La comunità cristiana sopravvisse agli eventi bellici, e da questo momento, fino alle conquiste arabe del VII secolo, gravitò nell'orbita della Chiesa persiana. Della sede episcopale di Nisibi sono stati tramandati in antichi manoscritti i dittici, in uso nelle celebrazioni liturgiche della Chiesa d'Oriente, con una serie di 62 nomi. Dopo Abramo, ultimo vescovo romano, i dittici riportano i nomi di quattro vescovi sconosciuti alle fonti storiche. Il primo vescovo storicamente documentato è Osea, che prese parte al concilio di Seleucia-Ctesifonte, indetto dal catholicos mar Isacco nel 410.
In questo concilio Nisibi fu riconosciuta come sede metropolitana della provincia persiana di Bēṯ ʿArbāyē e le furono assegnate quattro suffraganee: Arzun, Aoustan d'Arzun, Beth Moksaye e Beth Rahimai. La sede figurava al secondo posto tra le sedi metropolitane della Chiesa persiana, dopo quella di Beth Lapat. Negli atti dei successivi concili nazionali nestoriani, raccolti nel testo conosciuto come Synodicon orientale, sono menzionati altri vescovi suffraganei di Nisibi, come quelli di Shigar, Qardu, Beth Zabdai, Qube d'Arzun, Tamanon, Maiperqat, Balad.
La metropolia è attestata fino agli inizi del XVII secolo e fu formalmente soppressa nel sinodo di Amida del 1616; il suo territorio divenne parte dapprima dell'arcidiocesi di Amida, dove per qualche tempo sopravvisse il titolo di Nisibi, e poi della sede di Mardin.

### La sede giacobita
Le conquiste arabe della prima metà del VII secolo posero fine all'impero persiano e alla presenza bizantina a sud dell'Anatolia. Il venir meno dei confini in questa regione permise l'emigrazione di cristiani giacobiti dalla Siria a Nisibi, dove si formò una nutrita comunità.
La sede giacobita è attestata già prima della conquista araba della regione. Infatti, secondo la Cronaca di Michele il Siro, il metropolita Abramo di Nisibi consacrò Giovanni, nuovo patriarca della Chiesa ortodossa siriaca, nel 631 circa. La stessa Cronaca riporta i nomi di diversi metropoliti nisibeni nominati dai patriarchi siro-ortodossi di Antiochia, fino all'XI secolo. Verso la seconda metà del secolo Nisibi passò dalla giurisdizione del patriarcato antiocheno a quella del catholicos e mafriano di Takrit.
Nel XII secolo è noto il vescovo Giovanni, che nel 1166 assisteva al sinodo celebrato dal patriarca Michele. Dopo Abramo, menzionato nel 1189, non sono più noti vescovi giacobiti di Nisibi, in concomitanza con la soppressione della sede e la sua incorporazione nella metropolia di Mardin. La sede venne restaurata nell'Ottocento, ma scomparve definitivamente con la fine della prima guerra mondiale.

### Le sedi titolari cattoliche
Dal XVIII secolo Nisibi è annoverata tra le sedi arcivescovili titolari della Chiesa cattolica di rito latino; la sede è vacante dal 18 luglio 1968.
Anche nella Chiesa cattolica caldea e nella Chiesa maronita viene assegnato il titolo di Nisibi, rispettivamente Nisibi dei Caldei e Nisibi dei Maroniti. In una occasione il titolo, oggi soppresso, è stato assegnato anche dalla Chiesa armeno-cattolica a Gregorio Govrik (1910-1931), abate generale dell'Ordine mechitarista.
Invece nella Chiesa cattolica sira, dal 1965 il titolo di Nisibi è unito a quello di Hassaké.

## Cronotassi

### Arcivescovi di credo niceno
- Babu † (301 - 309)
- San Giacomo † (309 - dopo il 325)
- Volageso † (338 - dopo il 359)
- Abramo † (prima del 363)

### Arcivescovi nestoriani
Il seguente elenco riporta solo i metropoliti attestati storicamente; i dittici riportano una quindici di nomi di vescovi completamente sconosciuti dalle fonti storiche.
- Osea I † (prima del 410 - dopo il 424)
- Barsauma I † (prima del 484 - dopo il 486)
- Osea II † (menzionato nel 497)
- Giwargis I † (menzionato nel 523)
- Elia I † (prima del 552)
- Paolo † (prima del 554 - 573 deceduto)
- Simeone † (menzionato nel 585)
- Gregorio † (? - circa 601 esiliato)
- Ahadabui † (menzionato nel 602)
- Qasha † (menzionato nel 615)
- Ciriaco † (prima del 628 - dopo il 640 deceduto)
- Barsauma II † (645 - 646 deceduto)
- Isacco † (menzionato nel 646)
- Giwargis II † (prima del 659)
- Yohannan di Dasen † (prima del 680)
- Qamishoʿ † (697 - 697  deceduto)
- Sabrishoʿ I † (prima del 699/700 - circa 727/728 deceduto)
- Ruzbihan † (all'epoca del patriarca Slibaʿzkha - 714-728)
- Cipriano † (circa 740/741 - circa 766/767 deceduto)
- Yohannan † (prima del 776/777 - dopo il 790)
- Iwannis † (809 - ?)
- Sergio † (prima dell'850 - 860 eletto patriarca della Chiesa d'Oriente)
- Qayyoma † (prima dell'872 - dopo l'884)
- Bokhtishoʿ † (? - 912/913 deceduto)
- Hnan-Isho † (circa 914 - dopo il 936)
- Ishoʿyahb I † (? - 994/995 deceduto)
- Yahballaha I † (994/995 - 3 dicembre 1007 deceduto)
- Elia I bar Sīnāyā † (26 dicembre 1008 - 18 luglio 1046 deceduto)
- ʿAbdishoʿ I † (? - 1074 eletto patriarca della Chiesa d'Oriente)
- Giwargis III † (1074 - 1077 deceduto)
- Ishoʿyahb Ibn Hammad † (1077 - 1105 deceduto)
- Sabrishoʿ I † (1105 - 1117/1118 deceduto
- Yohannan † (prima del 1134 - dopo il 1139)
- Elia II † (? - 1176 eletto patriarca della Chiesa d'Oriente)
- Yab-Alaha bar Qayyoma † (? - 1190 eletto patriarca della Chiesa d'Oriente)
- Emmanuele † (menzionato nel 1197)
- Ishoʿyahb II † (prima del 1222 - dopo il 1247)
- Makkikha † (? - 1257 eletto patriarca della Chiesa d'Oriente)
- ʿAbdishoʿ II † (menzionato nel 1271)
- Ishoʿzkha † (menzionato nel 1281)
- ʿAbdishoʿ III bar Brikha † (circa 1285/1291 - dopo il 1318)
- Timoteo † (menzionato nel 1429/30)[10]
- ʿAbdishoʿ IV † (menzionato nel 1458)[10]
- Elia II † (prima del 1477 - dopo il 1483)[10]
- Ishoʿyahb III † (prima del 1554 - dopo il 1575)[10]
- Yaʿqob † (prima del 1581 - dopo il 1614)[10]

### Arcivescovi giacobiti
- Abramo I † (menzionato nel 631 circa)
- Davide † (all'epoca del patriarca Ciriaco - 793-817)
- Lazzaro † (all'epoca del patriarca Ciriaco - 793-817)
- Filossene † (all'epoca del patriarca Ciriaco - 793-817)
- Abramo II † (all'epoca del patriarca Dionisio I di Tel Mahre - 817-845)
- Eliseo † (all'epoca del patriarca Giovanni III - 846-873)
- Isacco † (all'epoca del patriarca Dionisio II - 897-909)
- Abramo III † (all'epoca del patriarca Giovanni IV Qurzahli - 910-922)
- Giobbe † (all'epoca del patriarca Giovanni V - 936-953)
- Giuseppe † (all'epoca del patriarca Iwanis II - 954-957)
- Giovanni I † (all'epoca del patriarca Giovanni VI Sarigta - 965-985)
- Basilio † (all'epoca del patriarca Giovanni VII bar Abdun - 1004-1033)
- Atanasio I † (all'epoca del patriarca Giovanni VIII - 1049-1057)
- Pietro † (all'epoca del patriarca Giovanni VIII - 1049-1057)
- Giovanni II † (menzionato nel 1166)
- Abramo IV † (menzionato nel 1189)
  - Sede soppressa
- Cirillo I † (menzionato nel 1860)
- Cirillo II † (1881 - 1901 deceduto)
- Atanasio II † (menzionato nel 1905)

### Arcivescovi titolari latini
- Giovanni Battista Braschi † (20 dicembre 1724 - 24 novembre 1736 deceduto)
- José Bolaños Calzado, O.F.M.Disc. † (24 novembre 1738 - 7 aprile 1761 deceduto)
- Cesare Brancadoro † (20 ottobre 1789 - 11 agosto 1800 nominato arcivescovo, titolo personale, di Orvieto)
- Lorenzo Caleppi † (23 febbraio 1801 - 10 gennaio 1817 deceduto)
- Vincenzo Macchi † (2 ottobre 1818 - 2 ottobre 1826 nominato cardinale presbitero dei Santi Giovanni e Paolo)
- Carlo Luigi Morichini † (21 aprile 1845 - 18 marzo 1852 nominato cardinale presbitero di Sant'Onofrio)
- Vincenzo Tizzani, C.R.L. † (30 marzo 1855 - 15 gennaio 1886 nominato patriarca titolare di Antiochia)
- Johann Gabriel Léon Louis Meurin, S.I. † (15 settembre 1887 - 27 settembre 1887 nominato arcivescovo, titolo personale, di Port-Louis)
- Giuseppe Giusti † (14 dicembre 1891 - 31 marzo 1897[15] deceduto)
- Federico Pizza † (19 aprile 1897 - 28 marzo 1909 deceduto)
- Francis McCormack † (21 giugno 1909 - 14 novembre 1909 deceduto)
  - Gregorio Govrik, C.A.M. † (28 aprile 1910 - 26 gennaio 1931 deceduto)[16]
- Giuseppe Petrelli † (30 marzo 1915 - 29 aprile 1962 deceduto)
- José de la Cruz Turcios y Barahona, S.D.B. † (18 maggio 1962 - 18 luglio 1968 deceduto)